# Centotheca lappacea
Centotheca lappacea là một loài thực vật có hoa trong họ Hòa thảo. Loài này được (L.) Desv. mô tả khoa học đầu tiên năm 1810.